# Treat You Better
«Treat You Better» (en español: «Tratarte mejor») es una canción grabada por el cantante y compositor canadiense Shawn Mendes. Fue coescrita por Mendes con Teddy Geiger, Scott Harris. Fue lanzado el 3 de junio de 2016 a través de Island Records como el sencillo principal de su segundo álbum de estudio, Illuminate (2016). El vídeo musical fue lanzado el 12 de julio de 2016 y cuenta una historia sobre una relación abusiva.
La canción llegó al sexto lugar en el Billboard Hot 100 de Estados Unidos, convirtiéndose en el segundo top 10 de Mendes. En Canadá, la canción alcanzó el número siete en el Canadian Hot 100, pasando a "Life of the Party" como su sencillo en el número más alto en su país de origen.

## Vídeo musical
El vídeo musical fue lanzado el 12 de julio de 2016. Cuenta con una trama que gira en torno a una situación de violencia machista. El vídeo muestra a una joven abusada por su novio en varias situaciones, mientras que Mendes espera estar con ella y lucha por entender por qué prefiere estar en esa relación. El vídeo termina mostrando el número de la Línea Nacional de Violencia Doméstica. El vídeo es protagonizado por Ellie Stuart Hunter media hermana de Devon Aoki.

## Formatos
- Descarga digital[1]

| N.º | Título             | Duración |  |
| 1.  | «Treat You Better» | 3:07     |  |

- CD[6]

| N.º | Título             | Duración |  |
| 1.  | «Treat You Better» | 3:08     |  |
| 2.  | «Ruin»             | 4:00     |  |

## Presentaciones en vivo
La primera actuación televisada Treat You Better ocurrió en los premios "Much Music Video Awards 2016" el 19 de junio. El 12 de julio de 2016, interpretó la canción en "The Tonight Show Starring Jimmy Fallon". El 20 de noviembre de 2016, Mendes interpretó Treat You Better en los "Premios American Music de 2016".

## Posicionamiento en listas

### Semanales
| Alemania        | Official German Charts       | 4  |
| Argentina       | Monitor Latino               | 12 |
| Australia       | ARIA Top 100 Singles         | 4  |
| Austria         | Ö3 Austria Top 40            | 4  |
| Bélgica (Fl)    | Ultratop                     | 17 |
| Bélgica (W)     | Ultratop                     | 15 |
| Canadá          | Canadian Hot 100             | 7  |
| Dinamarca       | Tracklisten                  | 4  |
| Escocia         | Scottish Singles Chart       | 4  |
| Eslovaquia      | Singles Digital Top 100      | 8  |
| Eslovenia       | SloTop50                     | 1  |
| España          | PROMUSICAE                   | 16 |
| Estados Unidos  | Billboard Hot 100            | 6  |
| Estados Unidos  | Pop Songs                    | 3  |
| Estados Unidos  | Adult Contemporary           | 4  |
| Estados Unidos  | Adult Pop Songs              | 1  |
| Estados Unidos  | Dance/Mix Show Airplay       | 17 |
| Filipinas       | Philippine Hot 100           | 13 |
| Finlandia       | Suomen virallinen lista      | 19 |
| Francia         | SNEP                         | 39 |
| Hungría         | Single Top 40                | 13 |
| Irlanda         | IRMA                         | 8  |
| Italia          | FIMI                         | 7  |
| Japón           | Japan Hot 100                | 22 |
| Líbano          | The Official Lebanese Top 20 | 2  |
| México          | México Airplay               | 2  |
| Noruega         | VG-lista                     | 7  |
| Nueva Zelanda   | NZ Top 40 Singles Chart      | 11 |
| Países Bajos    | Dutch Top 40                 | 8  |
| Polonia         | Polish Airplay Top 100       | 1  |
| Portugal        | AFP                          | 7  |
| Reino Unido     | UK Singles Chart             | 6  |
| República Checa | Singles Digitál Top 100      | 10 |
| Rumania         | Airplay 100                  | 29 |
| Rusia           | Tophit                       | 93 |
| Suecia          | Sverigetopplistan            | 4  |
| Suiza           | Schweizer Hitparade          | 12 |

### Anuales
| País           | Lista (2016)            | Posición |
| -------------- | ----------------------- | -------- |
| Alemania       | Official German Charts  | 24       |
| Australia      | ARIA Top 100 Singles    | 29       |
| Austria        | Ö3 Austria Top 40       | 22       |
| Bélgica (Fl)   | Ultratop                | 56       |
| Bélgica (W)    | Ultratop                | 46       |
| Canadá         | Canadian Hot 100        | 23       |
| Dinamarca      | Tracklisten             | 20       |
| Eslovenia      | SloTop50                | 42       |
| Estados Unidos | Billboard Hot 100       | 28       |
| Estados Unidos | Pop Songs               | 14       |
| Estados Unidos | Adult Contemporary      | 24       |
| Estados Unidos | Adult Pop Songs         | 14       |
| Indonesia      | CreativeDisc Top 50     | 33       |
| Italia         | FIMI                    | 30       |
| Nueva Zelanda  | NZ Top 40 Singles Chart | 50       |
| Países Bajos   | Dutch Top 40            | 29       |
| Polonia        | Polish Airplay Top 100  | 33       |
| Reino Unido    | UK Singles Chart        | 27       |
| Suecia         | Sverigetopplistan       | 20       |
| Suiza          | Schweizer Hitparade     | 40       |

### Certificaciones
| País           | Organismo certificador | Certificación | Ventas certificadas | Ref.   |
| -------------- | ---------------------- | ------------- | ------------------- | ------ |
| Alemania       | BVMI                   | Platino       | 400 000             | [ 66 ] |
| Australia      | ARIA                   | 4× Platino    | 280 000             | [ 67 ] |
| México         | AMPROFON               | 2× Platino    | 120 000             | [ 68 ] |
| Brasil         | ABPD                   | 3× Platino    | 120 000             | [ 69 ] |
| Bélgica        | BEA                    | Platino       | 30 000              | [ 70 ] |
| Canadá         | Music Canada           | Platino       | 80 000              | [ 71 ] |
| Corea del Sur  | Gaon                   | ―             | 131 527             | [ 72 ] |
| Dinamarca      | IFPI — Dinamarca       | 2× Platino    | 120 000             | [ 73 ] |
| España         | PROMUSICAE             | 2× Platino    | 80 000              | [ 74 ] |
| Estados Unidos | RIAA                   | 7× Platino    | 7 000 000           | [ 75 ] |
| Francia        | SNEP                   | Platino       | 150 000             | [ 76 ] |
| Italia         | FIMI                   | 4× Platino    | 200 000             | [ 77 ] |
| Noruega        | IFPI — Noruega         | 3× Platino    | 30 000              | [ 78 ] |
| Nueva Zelanda  | RMNZ                   | Oro           | 15 000              | [ 79 ] |
| Países Bajos   | NVPI                   | 2× Platino    | 40 000              | [ 80 ] |
| Polonia        | ZPAV                   | 3× Platino    | 60 000              | [ 81 ] |
| Reino Unido    | BPI                    | Platino       | 600 000             | [ 82 ] |
| Suecia         | IFPI — Suecia          | 5× Platino    | 200 000             | [ 83 ] |

## Premios y nominaciones
| Año  | Premiación                | Categoría        | Resultado | Ref.   |
| ---- | ------------------------- | ---------------- | --------- | ------ |
| 2017 | Juno Awards               | Sencillo del Año | Nominado  | [ 84 ] |
| 2017 | MTV Video Music Awards    | Mejor Vídeo Pop  | Nominado  | [ 85 ] |
| 2017 | Radio Disney Music Awards | Canción del Año  | Ganador   | [ 86 ] |